# علم إسكتلندا

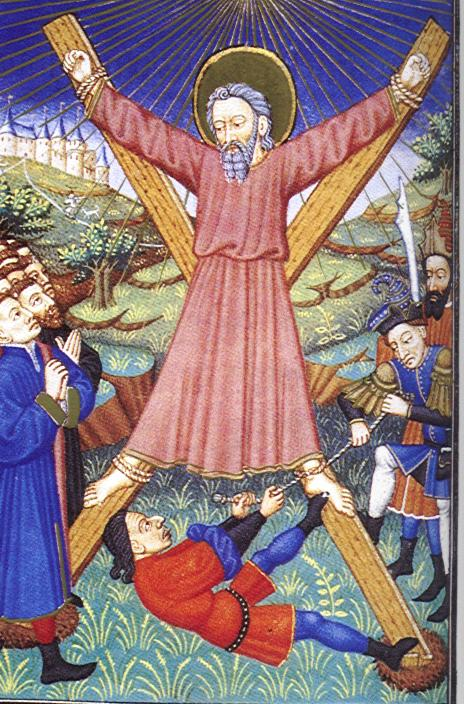
صلب القديس أندرو

علم إسكتلندا (بالإنجليزية: Flag of Scotland)‏ مكون من صليب أبيض قطري على شكل إشارة X على خلفية زرقاء فاتحة يمثل صليب القديس أندرو شفيع البلاد، ويعد علم اسكتلندا العلم الوحيد في المملكة المتحدة الذي يستخدم مزيجاً من اللونين الأزرق والأبيض في تصميمه.

## معرض صور

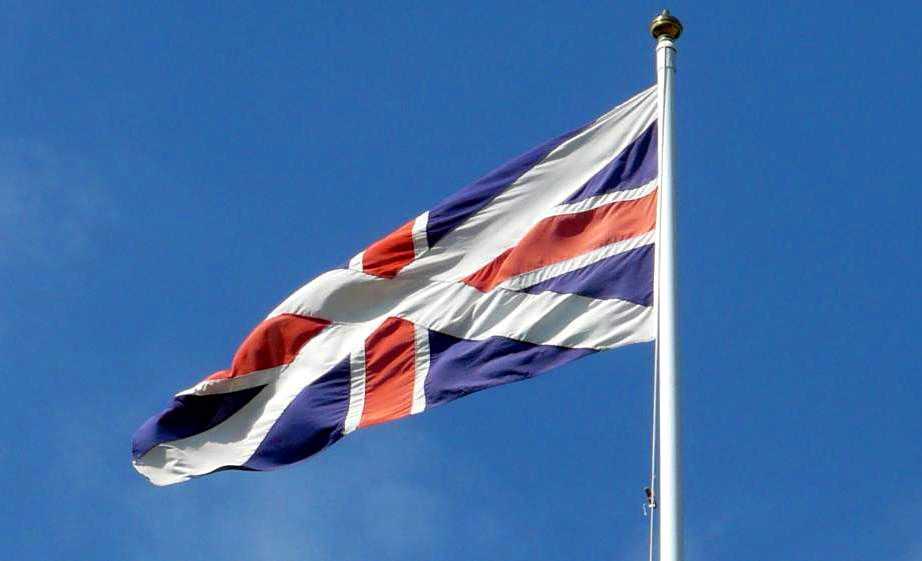
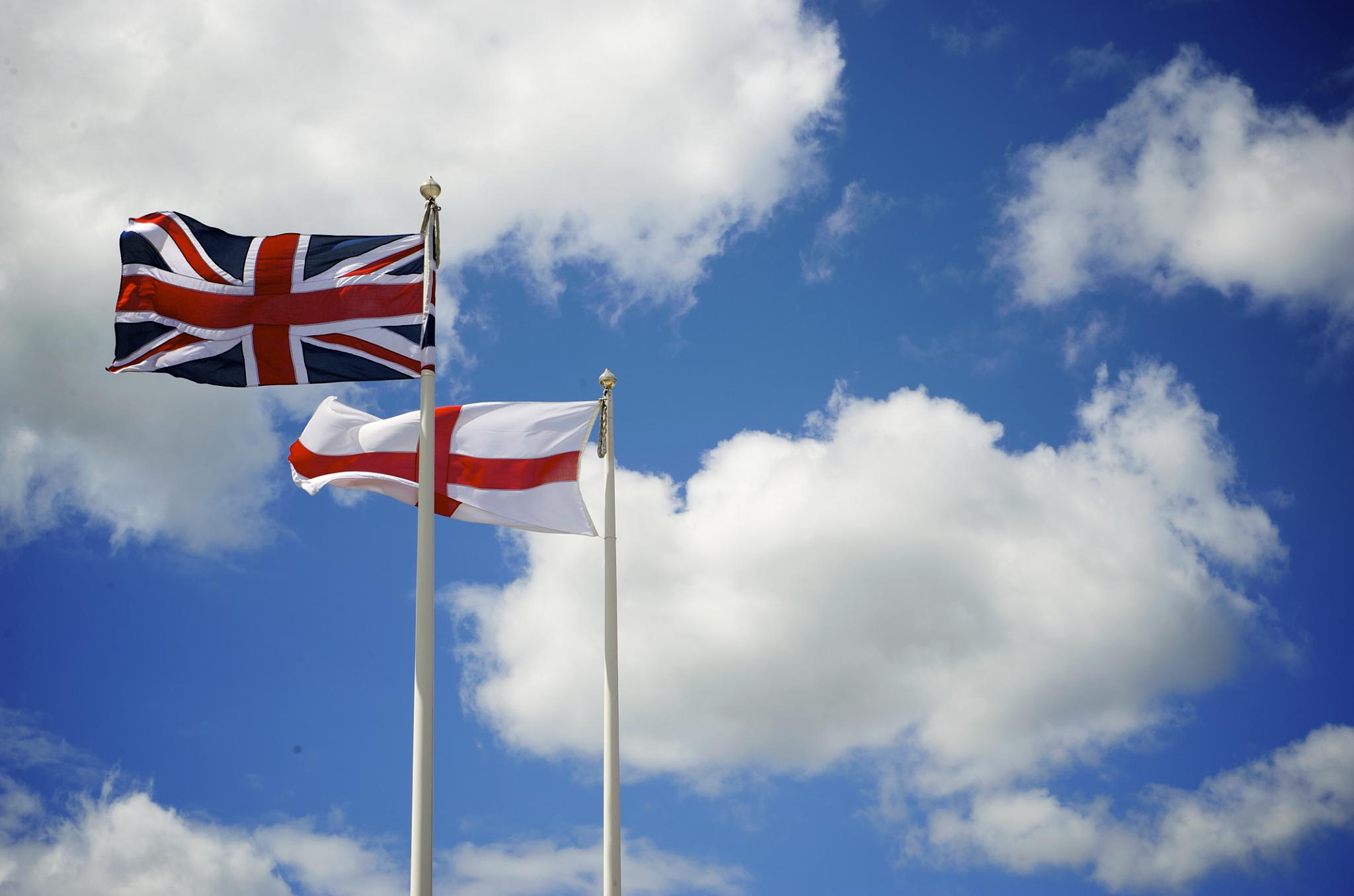
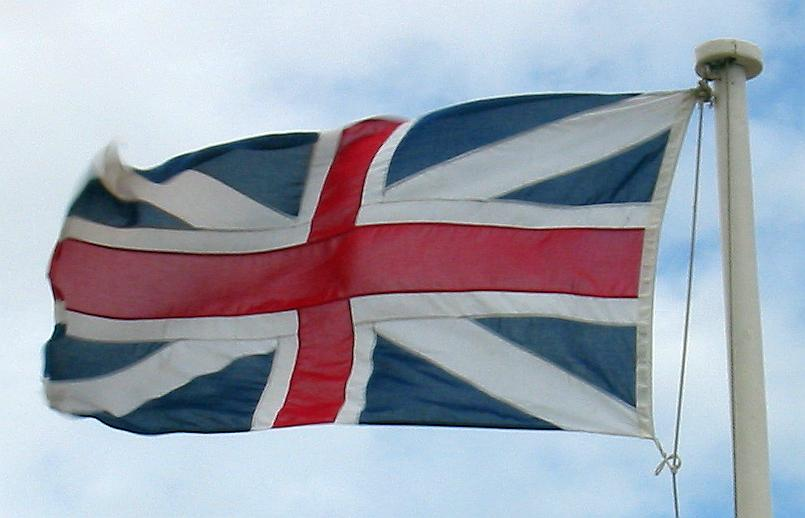
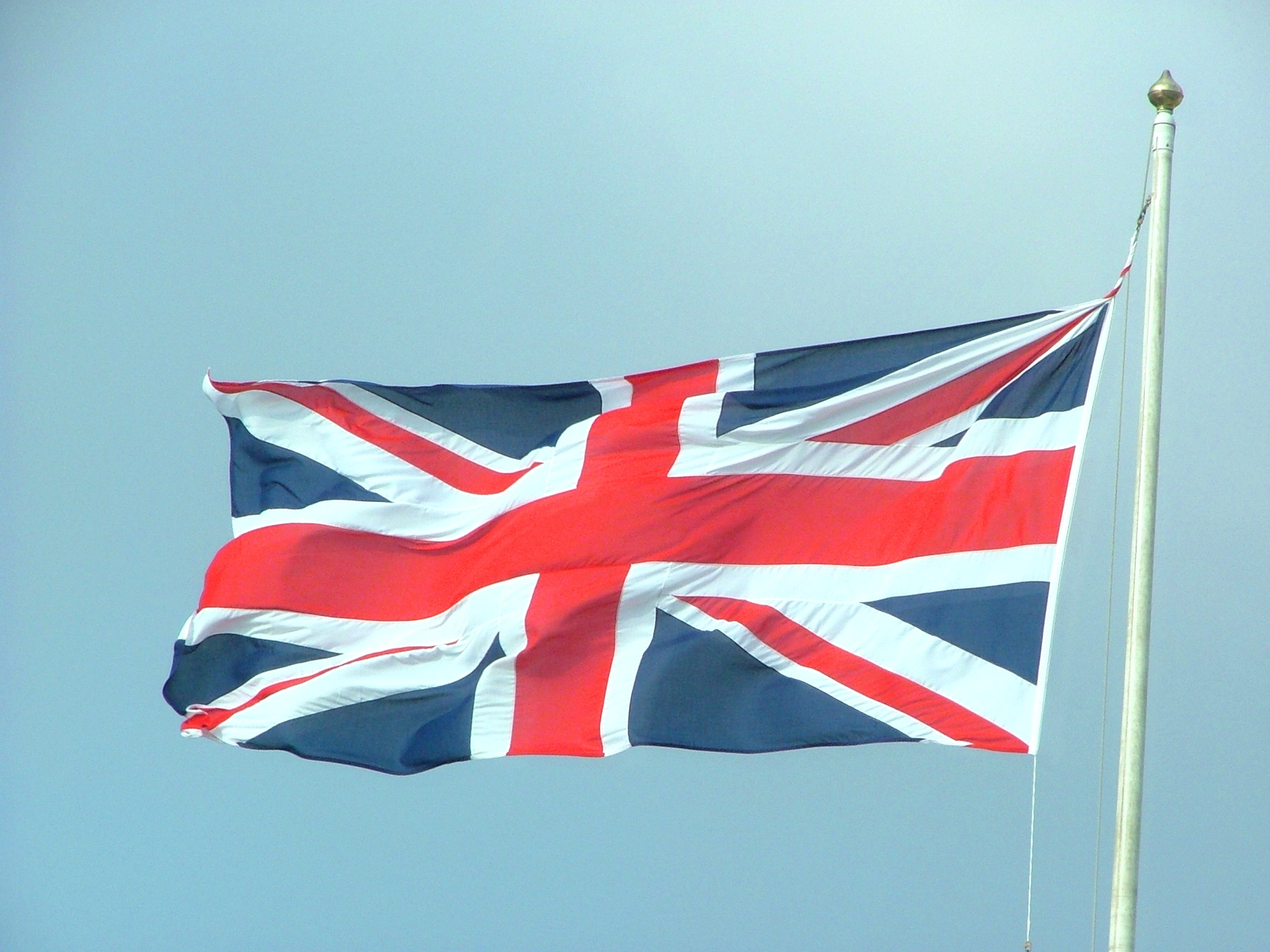

## أعلام مشابهة

علم القوات البحرية الروسية
علم نوفا سكوتيا (كندا)
علم إدارة أرخبيل سان أندريس (كولومبيا)
علم تنريفي (جزر الكناري، إسبانيا)